# Dioses Exteriores
Los Dioses Exteriores son un tipo de deidad de los Mitos de Cthulhu, basados en los relatos de H.P. Lovecraft. Si bien fue Lovecraft quien creó a los Dioses Exteriores más conocidos, muchos de ellos también fueron inventados por otros escritores, incluso después de la muerte de Lovecraft.

## Descripción
Los Dioses Exteriores son las más grandiosas deidades de los Mitos, quienes son descritos como auténticos dioses primordiales o simplemente como fuerzas o principios del cosmos. Los Dioses Exteriores son conocidos y temidos en casi todo el universo y son regidos por Azathoth, dios exterior que tiene su corte en el centro del universo; donde un grupo de Dioses Exteriores bailan rítmicamente alrededor de él, al son de la melodía de una flauta. Entre los Dioses Exteriores presentes en la corte de Azathoth también existen Dioses Exteriores menores. Nyarlathotep, el "caos reptante", es el avatar y el alma de los Dioses Exteriores, y sirve de intermediario entre las deidades del panteón y sus cultos. Este es el único Dios Exterior en tener una verdadera personalidad, aunque Nyarlathotep posee, desde el punto de vista humano, una inteligencia maligna.

## Lista de Dioses Exteriores aparecidos en textos de Lovecraft
- Azathoth
- Yog-Sothoth
- Shub-Niggurath
- Nyarlathotep
- Tulzscha
- Tru'nembra
- Nyog'Sothep